# Gadabuursi
De Gadabuursi, soms gespeld als Gadaboursi, is een subclan van de Somalische Dir-clan, afkomstig uit de Hoorn van Afrika.
Hun grondgebied strekt zich uit over drie landen door koloniale grensverdelingen. De meerderheid van de Gadabuursi-clan leeft in de regio Somali in Ethiopië, terwijl aanzienlijke aantallen te vinden zijn in de regio's Awdal en Salal in Somalië, die deel uitmaken van de facto Somaliland, waar Gadabuursi de op een na grootste clan zijn na de Isaaq clan. Daarnaast komt een groot deel van de Gadabuursi uit Djibouti, waar zij de tweede grootste clan zijn na de Issa-clan, die ook tot de Dir-clan behoort.

## Stamboom
Gadabuursi, oorspronkelijk bekend als Ali, had een zoon genaamd Saeed (Somalisch: Siciid), die op zijn beurt zes zonen kreeg: 
- Samaroon;
- Cali Ganuun;
- Xeebjire;
- Cumar Gacalguud;
- Gobe;
- Jibracin.

De meest bekende zoon van Saeed was Samaroon, die veel zoons had die de familienaam voortzetten. Hierdoor bestaat de misvatting dat Samaroon een andere naam is voor of gelijk staat aan Gadabuursi, maar dat is niet het geval. Alle nakomelingen van Samaroon behoren tot de Gadabuursi-clan, maar niet alle Gadabuursi's zijn nakomelingen van Samaroon. Zij kunnen namelijk ook nakomelingen zijn van de andere eerder genoemde zonen van Saeed.
Samaroon kreeg vier zonen:
- Yusuf
- Issa (Somalisch: Cisse)
- Zubeyr
- Makador

Makador kreeg 2 zonen, Mohamed (ook bekend als Mohamed Casse) en Makahiil, die veel kleinzoons voortbrachten, waardoor zij groot genoeg waren om hun eigen subclan Habar Makador te vormen. De andere zonen van Samaroon, met minder nakomelingen die de familienaam konden voortzetten, vormden samen met hun ooms (broers van Makador) en hun nakomelingen de subclan Habar Cafan.
 In het kort: 
- De Gadabuursi clan heeft twee belangrijke sub-clans: Habar Makador en Habar Cafan;

- Alle Habar Makadors zijn afstammelingen van Samaroon;

- Een deel van de Habar Cafan is ook afstammeling van Samaroon, terwijl de rest afstammelingen zijn van de broers van Samaroon;

- Alle Samaroons behoren tot de Gadabuursi-clan, maar niet alle Gadabuursi's behoren tot de Samaroon-subclan.

## Brits-Somaliland / Somaliland
Volgt.

## Frans-Somaliland / Djibouti
In de tijd van de kolonies heeft men Somalisch grondgebied verdeeld in Brits, Italiaans en Frans-Somaliland. 
Hadji Dideh, de Sultan van Zeila en een welvarende handelaar, stelde de naam Frans-Somaliland voor aan de Fransen, met als doel de Somalische identiteit te behouden. Hij bouwde ook de allereerste moskee in Frans-Somaliland. De Gadabuursi stonden niet alleen in Frans-Somaliland, maar ook in Brits-Somaliland bekend als tegenstanders van kolonisatie, ofwel niet de meest toegeeflijke onderhandelingspartners. De kolonisten hebben om deze reden verschillende Somalische clans tegen elkaar opgezet door land aan andere subclans aan te bieden.
Voordat Frankrijk begon te onderhandelen met de Issa, speelden de Gadabursi een centrale rol in het land. De eerste senator en het eerste staatshoofd van Frans-Somaliland (Djibouti), namelijk de voormalige zeeman Jamaa Ali Moussa behoorde tot de Gadabuursi-clan. Tot aan 1963, het jaar van Jama Ali Moussa's overlijden, waren de Gadabursi- en de kleine Arabische groepen de voornaamste bevolkingsgroepen in Frans-Somaliland. Ze waren politieke bondgenoten en woonden voornamelijk in de hoofdstad.
Na zijn dood namen de Afar- en Issa-gemeenschappen de macht over met de hulp van de Fransen, en werden de Gadabursi plotseling gemarginaliseerd bevolkingsgroep. Door deze machtsverschuiving werd de naam van Côte Française des Somalis veranderd naar Côte Française des Afars et Issas, waardoor andere Somalische clans ineens bestempeld werden als buitenlanders in hun eigen land. In 1977 verkreeg het land onafhankelijkheid van de Fransen, en werd de naam van het land gewijzigd in Djibouti. De huidige president van Djibouti behoort tot de Issa clan, maar komt van een moeder die Gadabuursi is.

## Personen
- Sultan Mahomed Haji Dideh; Sultan van Zeila in het voormalige Ifat en Adal Koninkrijk, stelde de naam "Cote Francaise des Somalis" voor aan de Fransen tijdens de kolonisatieperiode, met als doel de Somalische identiteit te behouden voor wat we nu kennen als Djibouti. Daarnaast bouwde hij de eerste moskee in Djibouti.

- Djama Ali Moussa Zayli'i; de eerste Somalische senator en staatshoofd van Frans-Somaliland, nu Djibouti.

- Hon. Ato Hussein Ismail; een lang dienende staatsman uit Ethiopië en de eerste Somali die lid werd van het Ethiopische parlement.

- Hon. Ato Kemal Hashi Mohamoud; een Ethiopische politicus die lid is van het Huis van Afgevaardigden van de Federale Democratische Republiek Ethiopië en lid van het Adviescomité van het Huis.

- Saharla Abdulahi Bahdon; een Ethiopische politicus die lid is van het Huis van Afgevaardigden van de Federale Democratische Republiek Ethiopië en de eerste Somali die ooit Addis Abeba vertegenwoordigt als lid van het Huis van Afgevaardigden.

- Abdirahman Aw Ali Farrah; was de eerste vicepresident van Somaliland, van 1993 tot 1997.

- Mawlid Hayir; voormalig vicepresident en minister van Onderwijs en voormalig gouverneur van de Fafan Zone in de regio Somali van Ethiopië.

- Haji Ibrahim Nur;voormalig  minister, koopman en politicus van het voormalige Britse Somaliland Protectoraat.

- Hibo Nuura; Somalische zangeres.

- Abdi Hassan Buni voormalig  politicus, minister van Brits Somaliland en de eerste vicepremier van de Somalische Republiek.

- Abdi Ismail Samatar; was een Somalische geleerde, schrijver en professor.

- Ahmed Ismail Samatar; een Somalische schrijver, professor en voormalig decaan van het Institute for Global Citizenship aan het Macalester College. Hij is de redacteur van Bildhaan: An International Journal of Somali Studies.

- Abdirahman Beyle; voormalig minister van Buitenlandse Zaken van Somalië en econoom.

- Abdisalam Omer; minister van Buitenlandse Zaken van Somalië en voormalig gouverneur van de Centrale Bank van Somalië.

- Sheikh 'Abdurahman Sh. Nur; religieus leider, qādi en de uitvinder van het Borama-schrift.

- Dahir Rayale Kahin; derde president van de niet erkende staat Somaliland.

- Ahmed Gerri van de Habar Maqdi(Makadi)/Makadur; Somalische militaire commandant en Adalitische generaal die diende in het Adal-Koninkrijk.

- Yussur Abrar; voormalig gouverneur van de Centrale Bank van Somalië.

- Ughaz Nur II; de 11e Malak (koning) van de Gadabuursi.

- Ughaz 'Elmi Warfa; de 13e Malak (koning) van de Gadabuursi.

- Hon. Ato Shemsedin Ahmed; Somalisch-Ethiopische politicus, voormalig Ethiopisch ambassadeur in Djibouti en Kenia, adjunct-minister van Mijnbouw en Energie en eerste vicevoorzitter en een van de oprichters van ESDL.

- Ayanle Souleiman; een Djiboutiaanse atleet.

- Hassan Mead; een Amerikaanse langeafstandsloper en finalist van de Olympische Spelen van 2016 op de 5000 meter.

- Abdirahman Sayli'i; de huidige vicepresident van Somaliland.

- Ahmed Mumin Seed; een politicus uit Somaliland.

- Abdi Sinimo; een Somalische zanger en liedjesschrijver, bekend van het creëren van het balwo-genre van de Somalische muziek.

- Hassan Sheikh Mumin; de auteur van Shabeel Naagood of (Leopard among the Women) en componeerde het lied Samo ku waar, dat het nationale volkslied van de Republiek Somaliland werd.

- Khadija Qalanjo; Somalische zangeres.

- Suleiman Ahmed Guleid is president van de Amoud Universiteit.

- Omar Osman Rabe; Somalische geleerde, schrijver, professor, politicus en pan-Somalist.

- Barkhad Awale Adan; een Somalische journalist en directeur van Radio Hurma.